# Marcus Manlius Vulso
Pour les articles homonymes, voir Manlius Vulso.
Marcus Manlius Vulso est un homme politique de la République romaine, tribun consulaire en 420 av. J.-C.

## Famille
Il est membre des Manlii Vulsones, branche patricienne de la gens Manlia. Il pourrait être le fils d'un Cnaeus Manlius et le petit-fils de Cnaeus Manlius Cincinnatus, consul en 480 av. J.-C. Il est le père de Publius Manlius Vulso, tribun consulaire en 400 av. J.-C.

## Biographie

### Tribunat consulaire (420)
En 420 av. J.-C., Marcus Manlius est élu tribun consulaire, avec Lucius Quinctius Cincinnatus et Aulus Sempronius Atratinus et Lucius Furius Medullinus, tous patriciens. L'élection des questeurs est menée sous la présidence d'Aulus Sempronius et débouche sur l'élection de candidats patriciens, ce qui provoque la colère des tribuns de la plèbe Aulus Antistius, Sextus Pompilius et Marcus Canuleius. Ils parviennent à faire condamner le cousin d'Aulus Sempronius, Caius Sempronius, consul en 423 av. J.-C., Les tribuns lui reprochent des erreurs commises dans la guerre menée contre les Volsques lors de son consulat et le condamnent à verser une amende de 15 000 as.
C'est durant le tribunat de Marcus Manlius que se déroule le procès de la vestale Postumia, soupçonnée d'écarts de conduite mais qui est finalement acquittée,.